# Reichsarzt SS
Reichsarzt SS war eine Dienststelle der SS. Sie unterstand dem Reichsführer SS Heinrich Himmler, der seinerseits unmittelbar Adolf Hitler unterstellt war.
Zum Reichsarzt SS ernannte  Himmler im Jahre 1935 Ernst-Robert Grawitz, der somit als oberste medizinische Instanz der SS für sämtliche medizinische Angelegenheiten aller SS-Einheiten zuständig war. Grawitz stand anfänglich dem SS-Sanitätsamt vor, das bereits 1931 gegründet und rasch ausgebaut worden war. Da die SS die Konzentrationslager kontrollierte, war Grawitz als Reichsarzt SS für die SS-Ärzte und die medizinischen Geschehnisse in den KZ verantwortlich. Das Sanitätswesen der SS wurde 1936 an Ernst-Robert Grawitz übertragen. Fachlich war ihm das Amt III unterstellt, direkter Leiter der Abteilung war Enno Lolling. Disziplinarisch unterstanden die KZ dem Verwaltungschef SS Oswald Pohl.

## Zusammenarbeit vonReichsführer SSundReichsarzt SS
Beispielsweise bat Grawitz 1943 Himmler um acht KZ-Häftlinge für Versuche mit infektiöser Hepatitis. Himmler antwortete schriftlich und stellte acht Juden aus Auschwitz zur Verfügung. Der Reichsarzt SS war Anlaufstelle für andere NS-Mediziner verschiedener NS-Forschungseinrichtungen. Er forderte KZ-Häftlinge für medizinische Experimente an. Himmler beauftragte ihn mit der Koordinierung von Experimenten und erhielt laufend schriftliche Berichterstattung. Grawitz und Himmler besprachen auch den Vorschlag des Einsatzes von Gaskammern zur Tötung von KZ-Häftlingen.
Als Himmlers Titel in Reichsführer SS und Chef der Deutschen Polizei geändert wurde, wurde auch die Dienststelle Reichsarzt SS und Polizei errichtet.
Zum Stab des Reichsarztes SS zählten:
- Karl Gebhardt, oberster Kliniker beim Reichsarzt SS, Leibarzt Himmlers
- Joachim Mrugowsky, oberster Hygieniker beim Reichsarzt SS
- Helmut Poppendick, Chef des persönlichen Büros im Stabe des Reichsarztes SS.
- SS-Hauptsturmführer Ferdinand Berning, Adjutant des Reichsarztes SS